# Catharina van Rees
Catharina Felicia van Rees (22 de agosto de 1831-1 de abril de 1915) fue autora, editora y compositora de Países Bajos. Escribió novelas sobre la vida de los compositores y editó una colección de "autoras holandesas" para usar el lenguaje de la época. Escribió sus novelas bajo el seudónimo de Celéstine. Trabajó además por la educación de las mujeres holandesas y por mostra sus talentos, aunque estuvo dispuesta a incluir escritores masculinos si no había suficientes escritoras holandesas disponibles. Tuvo cierto interés en la historia de Sudáfrica, escribió el himno nacional de Transvaal.

## Biografía
Catharina van Rees fue hija del inspector de impuestos Richardus van Rees y su esposa Constantia Wilhelmina Piper. Creció con otros ocho hijos en una familia adinerada. Después de la muerte de su padre, uno de los hermanos de su madre se hizo cargo de la familia y la crianza de Catharina, dándole la oportunidad de desarrollar su talento musical. Ya componía piezas para piano a los cinco años. Su primera ópera, Les Débutants, se estrenó en 1855.
De 1862 a 1867  Van Rees vivió en la región de Arnhem junto a la filántropa y reformadora social Jeanne Merkus y comenzó a hacer campaña activamente por la emancipación de la mujer a principios de la década de 1860. Escribió para revistas literarias como De Tijdspiegel o Nederland , bajo el seudónimo de Celestine hasta 1870 .
A partir de 1869 vivió en Alemania y continuó sus actividades editoriales en Bonn. Mantuvo contacto con la feminista Louise Otto-Peters,presidenta de la Asociación General de Mujeres Alemanas, trabajando para la revista de la asociación Neue Bahnen y para la revista femenina emancipatoria Onze Vocation.
Además de sus actividades literarias en la década de 1870, también se mantuvo muy activa como compositora. En 1874 aparecieron impresas al menos treinta composiciones, la mayoría para piano con y sin voz. Se hizo más conocida con el llamado himno de Transvaal,que escribió a partir de 1875 a petición de Thomas François Burgers, presidente de la República Sudafricana. Conoció a Van Rees mientras estudiaba teología en Utrecht y también interpretó al flautista en su ópera Les Débutants. Sin embargo, otra canción se convirtió en el himno oficial de Transvaal.
La colección de Catharina van Rees se encuentra en el Museo Holandés de Literatura y Centro de Documentación en La Haya, alguna correspondencia en la Biblioteca de la Universidad de Leiden, así como una colección de partituras en el Instituto Holandés de Música en La Haya.

### Selección de obras
- Les Débutants (1855)
- Zuster Catchinka (1866)
- Rob's moeder (1868)
- De familie Mixpicle (1877)